# Matteo Rasom
Matteo Rasom (Bolzano, 23 settembre 1986) è un ex hockeista su ghiaccio italiano.

## Carriera

### Club
Rasom ha giocato per gran parte della propria carriera con la maglia del Renon. Complessivamente in massima serie ha disputato 350 incontri, con 26 gol e 72 assist. Unica breve parentesi lontano da Collalbo furono 12 incontri giocati in prestito al Merano, in serie A2, nella stagione 2004-2005.
Nel suo palmarès ci sono una Coppa Italia e due Supercoppe italiane.
Annunciò il suo ritiro a soli 26 anni, nell'agosto del 2013. Tuttavia dopo poche settimane Rasom accettò di tornare a giocare per lo Sport Club Auer-Ora, squadra della Serie B nella quale aveva giocato in precedenza anche il fratello Luca. In quella stagione disputò solo 5 incontri.
Nella stagione successiva rimase senza squadra, mentre per il 2015-2016 fece ritorno a Renon, ma nella seconda squadra che in quella stagione disputava la Serie B, per quella che fu la sua ultima stagione.

### Nazionale
A livello giovanile ha indossato la maglia azzurra in due mondiali Under-18 di prima divisione ed uno Under 20 di prima divisione. In tutti e tre i casi la squadra chiuse al terzo posto.
In Nazionale maggiore ha disputato un incontro nel 2007 in un torneo preparatorio non ufficiale. Quattro anni dopo raccolse invece la sua unica presenza ufficiale, in una gara dell'Euro Ice Hockey Challenge contro la Lettonia.

## Palmarès

### Club
- Coppa Italia: 1

Renon: 2009-2010
- Supercoppa italiana: 2

Renon: 2009, 2010